# Sport-Club Germania 1904 Breslau
Der Sport-Club Germania 1904 bzw. kurz Germania Breslau war ein deutscher Fußballverein aus Breslau.

## Geschichte
Der Verein wurde 1904 gegründet und wählte Rot und Weiß zu seinen Vereinsfarben. Kurz nach seiner Gründung gehörte der Verein zu den führenden Clubs des südostdeutschen Fußballverbandes. In der Saison 1910/11 verpasste die Mannschaft nur knapp den Sprung in die Endrunde um die deutsche Fußballmeisterschaft. Nach Siegen über SC Germania Kattowitz und den Deutschen SV Posen stand Germania Breslau im Finale um die Regionalmeisterschaft, die damals in sieben Regionen ausgetragen wurde. Das erste Finalspiel fand am 14. April 1911 in Forst gegen den FC Askania Forst statt. Nach der 2:3-Niederlage protestierte Breslau erfolgreich, verlor jedoch auch das Wiederholungsspiel am 16. April in Cottbus deutlich mit 0:3. In der folgenden Saison drang der SC Germania nach Siegen über den SC Diana Kattowitz und erneut den Deutschen SV Posen wieder ins Finale vor der südostdeutschen Regionalmeisterschaft vor. Doch auch dieses Mal reichte es nicht zum Titelgewinn. Mit 1:5 ging das Spiel für Germania Breslau gegen den ATV Liegnitz verloren.
1933 fusionierte der Verein mit dem SV Grüneiche 1924 und der SpVgg Friesen 1927 Breslau zur SpVgg Germania 04 Breslau. Nach Gründung der Gauligen spielte der Verein in der zweitklassigen Bezirksliga Mittelschlesien. In der Spielzeit 1935/36 stieg der Verein in die 1. Kreisklasse Breslau ab, zur Spielzeit 1939/40 gelang der Wiederaufstieg in die Zweitklassigkeit. 1941/42 zog sich der Verein vermutlich kriegsbedingt vom Spielbetrieb zurück. 1944 ist die Gründung einer Kriegsspielgemeinschaft zwischen dem SC Alemannia Breslau und der SpVgg Germania Breslau überliefert. 1945 wurde der Verein aufgelöst.

## Spielstätte
Der SC Germania Breslau spielte im Sportplatz des Breslauer Stadtteils Grüneiche (heute Dąbie). 

## Erfolge
- 2 × Südostdeutscher Vizemeister  1911, 1912
- 2 × Breslauer Meister: 1911, 1912

## Spielzeiten
| Saison  | Liga                                     | Hierarchie              | Platz                   | S                       | U                       | N                       | Tore                    | Punkte                  |
| ------- | ---------------------------------------- | ----------------------- | ----------------------- | ----------------------- | ----------------------- | ----------------------- | ----------------------- | ----------------------- |
| 1904/05 | 1. Klasse Breslau                        | I                       | 3/4                     | 2                       | 0                       | 4                       | 18:13                   | 04:80                   |
| 1905/06 | 1. Klasse Breslau                        | I                       | 5/6                     | 2                       | 1                       | 7                       | 13:30                   | 05:15                   |
| 1906/07 | 1. Klasse Breslau                        | I                       | 5/6                     | 3                       | 0                       | 7                       | 15:43                   | 06:14                   |
| 1907/08 | 1. Klasse Breslau                        | I                       | 6/7                     | 5                       | 0                       | 7                       | 29:41                   | 10:14                   |
| 1908/09 | 1. Klasse Breslau                        | I                       | 4/8                     | 8                       | 0                       | 6                       | 54:39                   | 16:12                   |
| 1909/10 | 1. Klasse Breslau                        | I                       | 4/8                     | 6                       | 2                       | 5                       | 37:17                   | 14:12                   |
| 1910/11 | 1. Klasse Breslau                        | I                       | 1/9                     | 14                      | 0                       | 0                       | 70:10                   | 28:00                   |
| 1910/11 | SOFV-Endrunde                            |                         | Finale                  | Finale                  | Finale                  | Finale                  | Finale                  | Finale                  |
| 1911/12 | 1. Klasse Breslau                        | I                       | 1/9                     | 10                      | 3                       | 3                       | 64:28                   | 23:90                   |
| 1911/12 | SOFV-Endrunde                            |                         | Finale                  | Finale                  | Finale                  | Finale                  | Finale                  | Finale                  |
| 1912/13 | 1. Klasse Breslau                        | I                       | 6/9                     | 7                       | 1                       | 8                       | 26:33                   | 15:17                   |
| 1913/14 | 1. Klasse Breslau                        | I                       | 5/9                     | 6                       | 2                       | 8                       | 30:36                   | 14:18                   |
| 1919/20 | keine Daten überliefert                  | keine Daten überliefert | keine Daten überliefert | keine Daten überliefert | keine Daten überliefert | keine Daten überliefert | keine Daten überliefert | keine Daten überliefert |
| 1920/21 | Gauliga Breslau Westkreis                | I                       | 4/6                     | 4                       | 2                       | 4                       | 14:13                   | 10:10                   |
| 1920/21 | Gauliga Breslau Endrunde Mittelklasse    |                         | 3/4                     | 2                       | 2                       | 2                       | 12:13                   | 06:60                   |
| 1921/22 | Gauliga Breslau Westkreis                | I                       | 3/6                     | 4                       | 2                       | 4                       | 18:22                   | 10:10                   |
| 1921/22 | Gauliga Breslau Endrunde Mittelklasse    |                         | 1/4                     | 3                       | 3                       | 0                       | 13:6                    | 09:30                   |
| 1922/23 | Gauliga Breslau Nordkreis                | I                       | 3/4                     | 2                       | 0                       | 4                       | 3:13                    | 04:80                   |
| 1922/23 | Gauliga Breslau Endrunde Unterklasse     |                         | 3/6                     | 5                       | 1                       | 4                       | 25:21                   | 011:90                  |
| 1923/24 | A-Liga Breslau                           | I                       | 8/9                     | 3                       | 3                       | 10                      | 25:47                   | 09:23                   |
| 1924/25 | B-Liga Breslau                           | II                      | 7/9                     | 5                       | 2                       | 9                       | 34:48                   | 12:20                   |
| 1925/26 | B-Liga Breslau                           | II                      | 4/10                    | 9                       | 2                       | 7                       | 45:36                   | 20:16                   |
| 1926/27 | B-Liga Breslau                           | II                      | 6/10                    | 8                       | 3                       | 7                       | 37:34                   | 19:17                   |
| 1927/28 | B-Liga Breslau                           | II                      | 1/12                    | 16                      | 2                       | 4                       | 73:30                   | 34:10                   |
| 1928/29 | A-Liga Breslau Kreis 2                   | I                       | 6/6                     | 1                       | 1                       | 8                       | 11:26                   | 03:17                   |
| 1929/30 | B-Liga Breslau                           | II                      | 7/12                    | 8                       | 3                       | 11                      | 49:48                   | 19:25                   |
| 1930/31 | B-Liga Breslau                           | II                      | 8/8                     | 4                       | 1                       | 9                       | 29:41                   | 09:19                   |
| 1931/32 | Kreisklasse Breslau                      | III                     | nicht überliefert       | nicht überliefert       | nicht überliefert       | nicht überliefert       | nicht überliefert       | nicht überliefert       |
| 1932/33 | B-Klasse Breslau                         | II                      | 2/8                     | 9                       | 1                       | 4                       | 29:20                   | 19:90                   |
| 1933/34 | Bezirksklasse Mittelschlesien            | II                      | 10/12                   | 6                       | 3                       | 13                      | 38:71                   | 15:29                   |
| 1934/35 | Bezirksklasse Mittelschlesien            | II                      | 10/12                   | 8                       | 1                       | 13                      | 49:63                   | 17:27                   |
| 1935/36 | Bezirksklasse Mittelschlesien            | II                      | 12/12                   | 4                       | 3                       | 15                      | 33:76                   | 11:33                   |
| 1936/37 | 1. Kreisklasse Breslau Gruppe A          | III                     | 5/10                    | 9                       | 3                       | 6                       | 37:30                   | 21:15                   |
| 1937/38 | 1. Kreisklasse Breslau Gruppe B          | III                     | 6/10                    | 6                       | 1                       | 11                      | 26:40                   | 12:23                   |
| 1938/39 | 1. Kreisklasse Breslau                   | III                     | keine Daten Überliefert | keine Daten Überliefert | keine Daten Überliefert | keine Daten Überliefert | keine Daten Überliefert | keine Daten Überliefert |
| 1939/40 | Bezirksklasse Mittelschlesien Gruppe I   | II                      | 4/7                     | 5                       | 2                       | 5                       | 33:37                   | 12:12                   |
| 1940/41 | 1. Klasse Mittelschlesien Abteilung 1    | II                      | 5/8                     | 4                       | 0                       | 6                       | 17:34                   | 08:12                   |
| 1941/42 | 1. Klasse Niederschlesien Gruppe Breslau | II                      | 10/10                   | zurückgezogen           | zurückgezogen           | zurückgezogen           | zurückgezogen           | zurückgezogen           |

| Legende |                          |
|         | Breslauer Fußballmeister |
|         | Aufstieg                 |
|         | Abstieg                  |